# Sérgio Luís Donizetti
Sérgio Luís Donizetti (Campinas, 9 de julho de 1964), mais conhecido como João Paulo, é um ex-futebolista brasileiro que atuava como atacante.
Recebeu o apelido de João Paulo no Guarani, clube que iniciou sua carreira, pela semelhança com outro jogador de futebol.

## Carreira
João Paulo começou a carreira aos 16 anos, nas categorias de base do Guarani, no início da década de 1980. Canhoto e polivalente, atuava em várias posições do ataque e também se destacava jogando como um ponta-esquerda.
Começou a chamar a atenção no cenário futebolístico brasileiro durante o Campeonato Brasileiro de 1986, quando o Guarani foi vice-campeão, fazendo um dos gols da final, no que é considerada até hoje uma das maiores finais de Campeonato Brasileiro de todos os tempos. Deixou a equipe campineira em 1988, quando foi vice-campeão paulista.
Depois disso, defendeu o Bari, da Itália, entre 1989 e 1994, sendo considerado, em 1990, o melhor jogador estrangeiro naquele país. O brasileiro venceu a disputa contra grandes craques como: Diego Maradona, Marco van Basten, Frank Rijkaard, Ruud Gullit, Lothar Matthäus, Rudi Völler, Andreas Brehme, Careca, Toninho Cerezo e Evair. Naquele ano, marcou 7 gols em 33 jogos, se tornando o artilheiro do time no ano, e trouxe o primeiro título internacional da história do Bari na conquista da Copa Mitropa, disputada ao final da temporada.
Na temporada 1990-1991, o time conseguiu confirmar a permanência apenas na penúltima rodada, quando o time venceu o Milan por 2x1, com 2 gols de João Paulo. Novamente, foi artilheiro do time com 12 tentos, se tornando um dos 10 maiores goleadores da competição.
Na temporada seguinte, uma fratura na perna na partida diante da Sampdoria, após um carrinho de Marco Lanna, prejudicou bastante sua carreira. Acabou ficando 18 meses longe dos gramados.
Quando voltou, o Bari estava na Série B. Na temporada, o meia marcou seis gols em 41 partidas disputadas. Em seus quase cinco anos pelo clube, atuou em 107 partidas, sendo que 64 foram na primeira divisão, com 24 gols marcados.
Retornou ao Brasil em 1994 para defender o Vasco da Gama. Estreou em agosto, na vitória de 3 a 1 sobre o Guarani.
Atuou depois por Goiás, Corinthians, Ponte Preta, Paulista de Jundiaí, Bahia.
Aposentou em 2004, após passagem pelo União São João.

### Seleção Nacional
João Paulo também representou a Seleção Brasileira, tendo participado dos Jogos Olímpicos de 1988, onde ganhou a medalha de prata, e da Copa América de 1987 e 1991.
Em 1990, apesar da grande fase que vivia no Bari, não foi convocado por Sebastião Lazaroni para a Copa do Mundo FIFA daquele ano, realizada na Itália.